# Derone Raukawa
Derone Jordan Raukawa (Levin, 24 luglio 1994) è un cestista neozelandese.

## Carriera
Con la Nuova Zelanda ha disputato i Campionati asiatici del 2017.